# 内閣府政策統括官（経済財政運営担当）付参事官（予算編成基本方針担当）
内閣府政策統括官（経済財政運営担当）付参事官（予算編成基本方針担当）（ないかくふせいさくとうかつかん けいざいざいせいうんえいたんとう つきさんじかん よさんへんせいきほんほうしんたんとう）は、内閣府政策統括官（経済財政運営担当）内に置かれている参事官である。

## 概要
政府の予算編成に関し、経済財政諮問会議における調査審議を経て、毎年11月下旬〜12月上旬を目途に「予算編成の基本方針」を策定し、閣議決定をしている。
所掌
所掌事務要覧（内閣府）に所掌事務が規定されている。
```
（参事官（予算編成基本方針担当））
1 
行政
各部の施策の統一を図るために必要となる
予算編成
の基本方針の企画及び立案のために必要となる事項の企画及び立案並びに総合調整に関する事務（
内閣官房
が行う
内閣法
第12条第2項第2号に掲げる事務並びに
政策統括官（経済社会システム担当）
及び政策統括官（経済財政分析担当）の所掌に属するものを除く。）。
2 行政各部の施策の統一を図るために必要となる
経済財政政策
に係る次に掲げる事項の企画及び立案並びに総合調整に関すること（内閣官房が行う内閣法第12条第2項第2号に掲げる事務並びに政策統括官（経済社会システム担当）及び政策統括官（経済財政分析担当）の所掌に属するものを除く。）。
1項 
地域経済
の活性化に関する事項
2項 成長発展が期待される分野及び当該分野の企業一般に係る政策に関する事項
3 行政各部の施策の統一を図るために必要となる
道州制特別区域
（
道州制特別区域における広域行政の推進に関する法律
（平成18年法律第116号）第2条第1項に規定するものをいう。）における
広域行政
（同条第2項に規定するものをいう。）の推進を図るための基本的な政策に関する事項の企画及び立案並びに総合調整に関すること（内閣官房が行う内閣法第12条第2項第2号に掲げる事務並びに政策統括官（経済社会システム担当）及び政策統括官（経済財政分析担当）の所掌に属するものを除く。）。
4 政策統括官の所掌事務全般に係る横断的な調査及び分析並びにそれに基づく調整に関すること。
5 道州制特別区域における広域行政の推進に関する法律（平成18年法律第116号）第7条第1項に規定する道州制特別区域計画に関すること。
6 政府調達に係る苦情処理に関する関係
行政機関
の事務の調整に関すること。
```

## 参事官
現職
| 氏名     | 就任年月日   | 前職                               | 備考                                                                                  |
| -------- | ------------ | ---------------------------------- | ------------------------------------------------------------------------------------- |
| 髙橋洋明 | 2023年7月7日 | 財務省国際局調査課投資企画審査室長 | 内閣府政策統括官（経済財政運営担当）付参事官（総括担当） 内閣府道州制特区担当室参事官 |

歴代参事官
| 氏名     | 就任日        | 退任日       | 出身       |
| -------- | ------------- | ------------ | ---------- |
| 坂田進   | 2015年4月1日  | 2015年7月9日 | 経済企画庁 |
| 渡邊輝   | 2015年7月9日  | 2017年7月7日 | 大蔵省     |
| 稲本護昭 | 2017年7月10日 | 2019年7月9日 | 大蔵省     |
| 北尾昌也 | 2019年7月9日  | 2021年7月1日 | 大蔵省     |
| 佐藤伸樹 | 2021年7月1日  | 2023年7月7日 | 大蔵省     |